# Colobus guereza gallarum
Colobus guereza gallarum је подврста гверезе, врсте примата (Primates) из породице мајмуна Старог света (Cercopithecidae).

## Распрострањење
Ареал подврсте је ограничен на једну државу, Етиопију.

## Угроженост
Подаци о распрострањености ове подврсте су недовољни.